# Cirilo de Alameda y Brea
Cirilo de Alameda y Brea (Torrejón de Velasco, 9 luglio 1781 – Toledo, 30 giugno 1872) è stato un cardinale e arcivescovo cattolico spagnolo.

## Biografia
Nacque a Torrejón de Velasco il 9 luglio 1781.
Fu arcivescovo di Santiago di Cuba dal 1831 al 1849, arcivescovo di Burgos dal 1849 al 1857 e arcivescovo di Toledo dal 1857 fino al 1872.
Papa Pio IX lo elevò al rango di cardinale nel concistoro del 15 marzo 1858.
Morì il 30 giugno 1872 all'età di 91 anni.

## Genealogia episcopale e successione apostolica
La genealogia episcopale è:
- Cardinale Scipione Rebiba
- Cardinale Giulio Antonio Santori
- Cardinale Girolamo Bernerio, O.P.
- Arcivescovo Galeazzo Sanvitale
- Cardinale Ludovico Ludovisi
- Cardinale Luigi Caetani
- Cardinale Ulderico Carpegna
- Cardinale Paluzzo Paluzzi Altieri degli Albertoni
- Papa Benedetto XIII
- Papa Benedetto XIV
- Cardinale Enrico Enriquez
- Cardinale Francisco de Solís Folch de Cardona
- Vescovo Agustín Ayestarán Landa
- Arcivescovo Romualdo Antonio Mon y Velarde
- Cardinale Francisco Javier de Cienfuegos y Jovellanos
- Cardinale Cirilo de Alameda y Brea, O.F.M.Obs.

La successione apostolica è:
- Cardinale Juan de la Cruz Ignacio Moreno y Maisanove (1857)
- Arcivescovo Anastasio Rodrigo Yusto (1857)
- Vescovo José Ríos de los Lamadrid (1858)
- Cardinale Francisco de Paula Benavides y Navarrete (1858)
- Vescovo Fernando Argüelles Miranda (1859)
- Cardinale Antolín Monescillo y Viso (1861)
- Vescovo Francisco de Sales Crespo y Bautista (1862)
- Arcivescovo Bienvenido Monzón y Martín (1862)
- Vescovo Fabián Sebastián Arenzana y Magdaleno (1866)